# پریپولسیس
پریپولسیس (انگلیسی: Peripolesis) فرآیندی است که طی آن یک سلول به سلول دیگر متصل می‌شود. این فرایند با امپریپولسیس متفاوت است، زیرا در امپریپولسیس، یک سلول توسط سلول دیگر بلعیده می‌شود.
پریپولسیس به‌عنوان یک مکانیسم فیزیولوژیک در تنظیم برخی از فرآیندهای پاسخ ایمنی در نظر گرفته می‌شود. این فرایند در تعامل بین لنفوسیت و ماکروفاژ پس از پیوند پوست بین افراد، و همچنین پس از چالش ایمنی با آنتی‌ژن‌ها مشاهده شده است.
پریپولسیس همچنین در کیسه هوایی ریه مشاهده شده است، جایی که ماکروفاژهای تحت پریپولسیس آسیب ندیدند، اما به نظر می‌رسید غشای سلولی آن‌ها به‌طور موقت تغییر کرده باشد.
در بیماران مبتلا به سارکوئیدوز فعال، که با همکاری لنفوسیت-ماکروفاژ مشخص می‌شود، پریپولسیس لنفوسیت‌ها به‌صورت تجمعی رخ می‌داد و می‌توانست از چند دقیقه تا چند ساعت ادامه یابد. در این حالت، لنفوسیت‌ها در حالی که تماس خود را با ماکروفاژ حفظ می‌کردند، در اطراف آن حرکت می‌کردند.